# Vlkovce
Vlkovce (bis 1927 slowakisch „Viľkovce“; deutsch Kunzendorf oder Kuntzensdorf, ungarisch Kiskuncfalva – bis 1892 Vilkóc) ist eine Gemeinde im Norden der Slowakei mit 494 Einwohnern (Stand 31. Dezember 2024). Sie gehört zum Okres Kežmarok, einem Teil des Prešovský kraj und wird zur traditionellen Landschaft Zips gezählt.

## Geographie
Die Gemeinde befindet sich im Westteil der Leutschauer Berge im Quellbereich des Baches Durand (Flusssystem Poprad). Das Ortszentrum liegt auf einer Höhe von 825 m n.m. und ist 16 Kilometer von Kežmarok entfernt.
Nachbargemeinden sind Tvarožná im Norden, Hradisko im Osten, Levoča und Südosten, Dlhé Stráže und Dravce im Süden, Abrahámovce im Westen und Vrbov im Nordwesten.

## Geschichte
Der Ort Vlkovce entstand nach dem Mongolensturm 1241 und wurde zum ersten Mal 1268 als Vilgustorph schriftlich erwähnt. Andere historische Namen sind Wylkosdorff (1312), Wilkisdorff und Vilkusdorf (1317), Vilkfalva (1349), Kuntzmanzdorff (1360) und Wilkowcze (1773).
1317 gehörte die Ortschaft zum Bündnis der Zipser Sachsen, die vornehmlich deutschsprachigen Bürger genossen Privilegien, wie z. B. Befreiung von jeglichen Steuern. Seit der zweiten Hälfte des 15. Jahrhunderts war sie aber wieder einfaches Dorf, das der Zipser Burg beziehungsweise nach 1514 für eine längere Zeit der Stadt Leutschau unterstellt war. 1655 brannte das ganze Dorf nieder. Im 18. Jahrhundert kam es zu einem Zuzug polnischer Einwohner, die aber im Laufe der Zeit langsam slowakisiert wurden. 1787 zählte man 15 Häuser und 114 Einwohner und 1828 19 Häuser und 140 Einwohner.
Bis 1918 gehörte der im Komitat Zips liegende Ort zum Königreich Ungarn und kam danach zur Tschechoslowakei beziehungsweise heute Slowakei.

## Bevölkerung
| Jahr                | 1994 | 2004     | 2014    | 2024    |
| ------------------- | ---- | -------- | ------- | ------- |
| Anzahl der Personen | 383  | 444      | 480     | 494     |
| Unterschied         |      | +15,92 % | +8,10 % | +2,91 % |

| Jahr                | 2023 | 2024    |
| ------------------- | ---- | ------- |
| Anzahl der Personen | 494  | 494     |
| Unterschied         |      | −1,42 % |

Gemäß der Volkszählung 2011 wohnten in Vlkovce 469 Einwohner, davon 463 Slowaken und zwei Polen. Bei vier Einwohnern liegt keine Angabe zur Ethnie vor. 458 Einwohner bekannten sich zur römisch-katholischen Kirche, drei Einwohner zur griechisch-katholischen Kirche und jeweils ein Einwohner zu den Zeugen Jehovas und zur evangelischen Kirche A. B. Zwei Einwohner waren konfessionslos und bei vier Einwohnern wurde die Konfession nicht ermittelt.
Ergebnisse nach der Volkszählung 2001 (437 Einwohner):
| Nach Ethnie: - 99,31 % Slowaken - 0,46 % Polen | Nach Konfession: - 99,08 % römisch-katholisch - 0,46 % keine Angabe - 0,23 % griechisch-katholisch |

## Bauwerke
- römisch-katholische Herz-Jesu-Kirche aus dem Jahr 1936